# Eugène Bonnemère
Joseph-Eugène Bonnemère (* 20. Februar 1813 in Saumur; † 3. November 1893 in Louerre (Département Maine-et-Loire)) war ein französischer Historiker und Schriftsteller.

## Leben
Joseph-Eugène Bonnemère, Enkel des Maire von Saumur, Joseph Toussaint Bonnemère (1746–1794), trat zuerst als Dichter in Erscheinung, indem er das Vaudeville Les Premiers flacres (1841) und das Feenstück Micromégas am Théâtre du Panthéon in Paris aufführen ließ. Bald gab er aber diese Karriere auf und widmete sich politischen und sozialen Studien. Er war Mitarbeiter der Démocratie pacifique, der Revue de Paris und fünf Jahre lang in Angers Chefredakteur des Précurseur de l’Ouest, woraufhin er 1849 nach Paris zurückkehrte.
Als Kulturhistoriker verfasste Bonnemère einige wertvolle Schriften, die zum Teil von der Académie Française ausgezeichnet wurden, so Les Paysans au dix-neuvième siècle (Nantes 1845), Histoire de l’association agricole et solution pratique (Nantes 1849), Histoire des Paysans 1200-1850 (2 Bde., Paris 1856; 4. Auflage 1886) und La France sons Louis XIV (2 Bde., Paris 1864–65; 3. Auflage 1889), worin er weiter als seine französischen Vorgänger zu den Quellen der Größe und des Elends jenes „goldenen Zeitalters“ der alten französischen Monarchie vordrang. Seit 1858 schrieb er dem russischen Blatt Russki Westnik (Russischer Bote) eine Reihe von Briefen über die aktuelle Lage der Bauern und der Landwirtschaft in Frankreich, die großes Aufsehen erregten. Er war auch Präsident der Société parisienne des études spirites. Sein Sohn war Lionel Bonnemère (1843–1905).

## Weitere Werke
- La Vendée, en 1793, Paris 1866
- Le Roman de l’Avenir, Paris 1867
- Louis Hubert, mémoires d’un curé vendéen, Paris 1868
- Études historiques saumuroises, Saumur 1868
- Histoire des Camisards, Paris 1869; Neuauflage unter dem Titel Les Dragonnades, 1877
- Les Déclassées, 1869
- Les Paysans avant 1789, Paris 1872
- Histoire de la Jacquerie, Paris 1873
- Histoire populaire de la France, 3 Bde., Paris 1874–79
- L’Âme et ses manifestations à travers l’histoire, Paris 1881
- Histoire de quatre paysans, Paris 1881
- La Prise de la Bastille, Paris 1881
- Les Guerres de la Vendée, Paris 1884
- Hier et aujourd’hui, Paris 1886
- Histoire des guerres de religion, XVIe siècle, Paris 1886